# Precis ceryne
Precis ceryne là một loài bướm ngày trong họ Nymphalidae. Con bướm trưởng thành có sải cánh dài dài 40-45 ở con đực và 42–50 mm ở con cái. Con trưởng thành bay từ tháng 12 đến tháng 3 trong năm. Ấu trùng loài này ăn loài Coleus, Plastostema, và Pycnostachys.

## Phân loài
- P. c. ceryne
- P. c. ceruana Rothschild & Jordan, 1903

## Hình ảnh

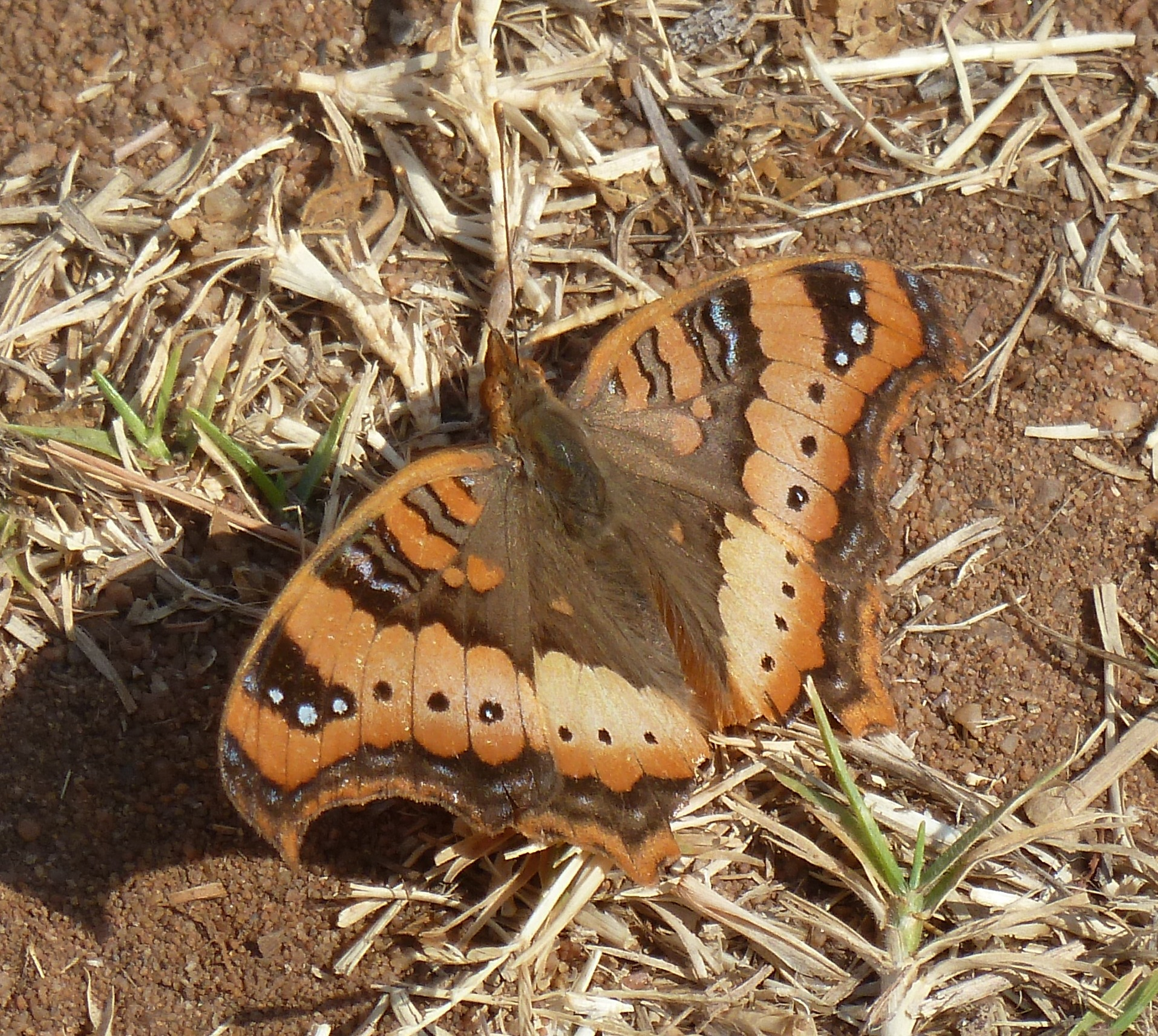